# East Channel Bridge
Die East Channel Bridge ist eine Autobahnbrücke im US-Bundesstaat Washington, die den Interstate 90 von Mercer Island über den Lake Washington nach Bellevue führt. Sie überquert dabei den East Channel, der Mercer Island von der Ostküste des Sees trennt.
Die erste Brücke wurde am 10. November 1923 eröffnet und war die erste feste Verbindung zur Insel. Die nur sechs Meter breite Trestle-Brücke aus Holz war 366 m  lang und war mit einer Drehbrücke ausgestattet, welche für die Schifffahrt geöffnet werden konnte. Sie wurde von George Lightfoot bedient, der später sich für den Bau der Lake Washington Floating Bridge einsetzte. Die Brücke wurde 1940 abgetragen und durch ein neues Bauwerk aus Stahl ersetzt.
Die heutige Brücke besteht aus zwei Stahlhohlkastenträgern. Derjenige für die Richtungsfahrbahn nach Westen wurde 1981 fertiggestellt, derjenige für die Richtungsfahrbahn nach Osten 1988.